# Cattocomunismo
Col termine cattocomunismo si definisce una linea di pensiero e azione politica di pensatori ed attivisti di dichiarata fede cattolica che nel panorama filosofico e politico italiano optano per una scelta ideale e programmatica di tipo comunista aderendo ai fondamenti del pensiero marxista.

## Etimologia
Il termine si diffuse durante la Prima Repubblica nella pubblicistica politica italiana a partire dagli anni settanta, come attestato da Tullio de Mauro nel suo Dizionario della lingua italiana.

## Storia
L'espressione cattocomunismo fu coniata negli anni '70 da osservatori e giornalisti politici. Verso la fine degli anni di piombo Giorgio Bocca indicò nel cattocomunismo il padre del "terrorismo rosso" partendo dalla considerazione che tra i fondatori delle Brigate Rosse numerosi provenivano proprio da ambienti cattolici, come Renato Curcio, Mara Cagol, Paolo Maurizio Ferrari e Giorgio Semeria oppure da iscritti al PCI come Alberto Franceschini, Roberto Ognibene, Prospero Gallinari, e spiegando questa paternità con l'approccio totalizzante, che appartiene ai cattolici e ai comunisti "di porsi di fronte alla vita e alla società, perché è cattolico e comunista il bisogno di risposte totali e definitive, il rifiuto del dubbio, la sostituzione del dovere ragionato con la fede, il bisogno di chiesa, di autorità e dogma, giustificato dal solidarismo sociale ".
L'espressione cattocomunismo ricorre anche negli scritti di Augusto Del Noce (cfr. Il cattolico comunista, 1981) e di Gianni Baget Bozzo.
In quell'anno il giornalista Enzo Bettiza pubblicò il saggio Il comunismo europeo in cui utilizza il termine.
In un'accezione storiografica il cattocomunismo, inteso come alleanza o aderenza da parte di cattolici a una linea politica di comunismo ortodosso si sviluppò in seno al Movimento dei Cattolici Comunisti, denominatosi in seguito Partito della Sinistra Cristiana, significativa componente delle formazioni cattoliche che operarono Resistenza italiana al nazifascismo e che ebbero tra i loro esponenti Franco Rodano, Felice Balbo, Adriano Ossicini.

## Aspetti politici
I cattocomunisti si differenziano nettamente dai socialisti cattolici, avendo quest'ultimi con radici ed esperienze politiche riconducibili all'alveo del Partito Cristiano Sociale e del socialismo non marxista (ad esempio Riformismo e Solidarietà di Pierre Carniti).
In Italia si indicarono genericamente con questo termine quegli ambienti comunisti e democristiani favorevoli al compromesso storico, e in particolare i democristiani di sinistra favorevoli ad un'intesa con il PCI o, nella "seconda repubblica", gli aderenti cattolici attivi nei partiti che si avvicendarono dall'eredità politica di PCI e DC.
Il termine cattocomunista fu utilizzato per definire gli esponenti della sinistra DC (alcuni dei quali prossimi al pensiero dossettiano e delle esperienze di Don Milani), confluiti prevalentemente prima in Democrazia è Libertà - La Margherita e dopo nel Partito Democratico. 
Secondo Massimo Teodori, il cattocomunismo generatosi dall'unione fra comunisti e post comunisti e gli ex democristiani che si è ritrovata nel PD è rimasto avulso dal riformismo dei maggiori paesi europei di tipo socialista ed ostile ad una laicità dello stato con risultati negativi sui diritti civili e giustizia sociale, mentre il riformismo socialista nei paesi europei ha permesso l'alternanza di governo fra conservatori e riformatori con crescita di benessere e libertà sociali. Questo in quanto il cattocomunismo presenta la percezione della prevalenza dell'interesse collettivo su quello dei diritti individuali, provocando una politica paternalista di dirigismo economico, che esclude, come tipico delle "chiese" il dissenso, diversamente dal pensiero liberale.
Con un significato spregiativo, il termine è servito ai detrattori per indicare il processo di avvicinamento tra Partito Comunista (PCI) e Democrazia Cristiana (DC) nell'ambito della strategia berlingueriana e morotea del compromesso storico. Il termine è sovente utilizzato, anche in forma negativa, come nel 2009 quando Silvio Berlusconi definì l'allora leader del PD Franceschini, di origine democristiana, "cattocomunista".
Si riferiscono ad esso anche i dinamici movimenti di rinnovamento progressista della Chiesa promosse da preti quali Andrea Gallo e Alex Zanotelli, nonché i propugnatori della Teologia della liberazione.